# Bajram Kosumi
Bajram Kosumi, né le 20 mars 1960 à Tuxhec, est un homme d'État kosovar, Premier ministre du Kosovo du 23 mars 2005 au 1er mars 2006.

## Biographie
Bajram Kosumi connaît une jeunesse mouvementée comme jeune militant, symbole de la contestation lors des manifestations de mars 1981 au Kosovo. Il est condamné à 15 ans de prison où il décroche son diplôme en philologie ainsi qu'une maîtrise de littérature albanaise.

### Débuts en politique
Il est libéré en 1991 et trouve un poste de journaliste. Deux ans plus tard, il devient président de l'Alliance pour l'avenir du Kosovo au parlement. Il est connu pour être un homme politique calme et réfléchi. Bien qu'il se montre favorable à l'Armée de libération du Kosovo, il ne prendra jamais les armes.

### Premier ministre du Kosovo
Le 23 mars 2005, il est nommé Premier ministre par le président Ibrahim Rugova et confirmé par le Parlement. Mais il devient la cible de nombreuses critiques et la vague de contestation dans le pays à son égard l'oblige à démissionner. Il est remplacé par Agim Çeku.
En 2008, il devient docteur en philologie.

## Livre
Kosumi est l'auteur de nombreux livres:
- 1991 : Book of Liberty ((sq) Libri i lirisë)
- 1991 : Fista's Lyric ((sq) Lirika e Fishtës)
- 1995 : A Concept on Sub-Policy
- 2000 : Vocabulary of Barbarians
- 2001 : A Concept on the New Political Thought